# Cubry
Cubry település Franciaországban, Doubs megyében. Lakosainak száma 102 fő (2022. január 1.). Cubry Les Magny, Nans, Uzelle és Pont-sur-l’Ognon községekkel határos.

## Népesség
A település népességének változása:
| Lakosok száma | 96   | 106  | 105  | 75   | 81   | 85   | 88   | 92   | 96   | 102  |
|               | 1968 | 1982 | 1990 | 2006 | 2013 | 2015 | 2017 | 2019 | 2020 | 2022 |